# Campeonato Europeu de Andebol Masculino de 2018
O Campeonato Europeu de Andebol Masculino de 2018 foi a 13.ª edição do campeonato europeu de seleções masculinas de andebol organizado pela EHF. C
Como anfitriã, a Croácia qualificou-se automaticamente para o torneio, enquanto outras 37 seleções competiram nas eliminatórias, de outubro de 2014 a junho de 2017, para assegurar as 15 vagas remanescentes. Junto a estas seleções, estão a então campeã Alemanha.
A Croácia foi escolhida como sede a 28 de setembro de 2014. As partidas foram jogadas em quatro arenas entre quatro cidades: Zagreb, Split, Varaždin e Poreč. Foi a segunda vez que a Croácia organizou o torneio, após ter organizado o torneio em 2000. 
A Espanha ganhou o seu primeiro título após derrotar a Súecia por 29–23 na final. A França ganhou a medalha de bronze após derrotar a Dinamarca por 32–29.

## Eliminatórias

### Equipas classificadas
| País               | Classificado como        | Classificado em        | Participações anteriores no torneio                                         |
| ------------------ | ------------------------ | ---------------------- | --------------------------------------------------------------------------- |
| Croácia            | Anfitrião                | 20 de setembro de 2014 | 12 (1994, 1996, 1998, 2000, 2002, 2004, 2006, 2008, 2010, 2012, 2014, 2016) |
| Espanha            | Grupo 3 (vencedor)       | 6 de maio de 2017      | 12 (1994, 1996, 1998, 2000, 2002, 2004, 2006, 2008, 2010, 2012, 2014, 2016) |
| Alemanha           | Grupo 5 (vencedor)       | 6 de maio de 2017      | 11 (1994, 1996, 1998, 2000, 2002, 2004, 2006, 2008, 2010, 2012, 2016)       |
| Suécia             | Grupo 6 (vencedor)       | 6 de maio de 2017      | 11 (1994, 1996, 1998, 2000, 2002, 2004, 2008, 2010, 2012, 2014, 2016)       |
| Dinamarca          | Grupo 1 (vencedor)       | 14 de junho de 2017    | 11 (1994, 1996, 2000, 2002, 2004, 2006, 2008, 2010, 2012, 2014, 2016)       |
| França             | Grupo 7 (vencedor)       | 14 de junho de 2017    | 12 (1994, 1996, 1998, 2000, 2002, 2004, 2006, 2008, 2010, 2012, 2014, 2016) |
| Hungria            | Grupo 1 (vice)           | 15 de junho de 2017    | 10 (1994, 1996, 1998,, 2004, 2006, 2008, 2010, 2012, 2014, 2016)            |
| Sérvia             | Grupo 2 (vice)           | 15 de junho de 2017    | 4 (2010, 2012, 2014, 2016)                                                  |
| Bielorrússia       | Grupo 2 (vencedor)       | 15 de junho de 2017    | 4 (1994, 2008, 2014, 2016)                                                  |
| Montenegro         | Grupo 6 (vice)           | 17 de junho de 2017    | 3 (2008, 2014, 2016)                                                        |
| Noruega            | Grupo 7 (vice)           | 17 de junho de 2017    | 7 (2000, 2006, 2008, 2010, 2012, 2014, 2016)                                |
| Eslovênia          | Grupo 5 (vice)           | 17 de junho de 2017    | 10 (1994, 1996, 2000, 2002, 2004, 2006, 2008, 2010, 2012, 2016)             |
| Áustria            | Grupo 3 (vice)           | 17 de junho de 2017    | 2 (2010, 2014)                                                              |
| Chéquia            | Grupo 4 (vice)           | 18 de junho de 2017    | 8 (1996, 1998, 2002, 2004, 2008, 2010, 2012, 2014)                          |
| Macedônia do Norte | Grupo 4 (vencedor)       | 18 de junho de 2017    | 4 (1998, 2012, 2014, 2016)                                                  |
| Islândia           | Grupo 4 (terceiro lugar) | 18 de junho de 2017    | 9 (2000, 2002, 2004, 2006, 2008, 2010, 2012, 2014, 2016)                    |

Nota: Em negrito estão as edições em que a seleção foi campeã em em itálico estão as edições em que a seleção foi anfitriã.

## Arenas
| Zagreb                         | Split                               | Zagreb Split Varaždin Poreč |
| ------------------------------ | ----------------------------------- | --------------------------- |
| Arena Zagreb Capacity: 15,200  | Spaladium Arena Capacity: 10,941    | Zagreb Split Varaždin Poreč |
|                                |                                     | Zagreb Split Varaždin Poreč |
| Varaždin                       | Poreč                               | Zagreb Split Varaždin Poreč |
| Varaždin Arena Capacity: 5,200 | Žatika Sport Centre Capacity: 3,700 | Zagreb Split Varaždin Poreč |
|                                |                                     | Zagreb Split Varaždin Poreč |

## Ronda Preliminar

### Grupo A
| Pos | Equipe      | Pts | J | V | E | D | GP | GC | SG  | Classificado    |
| --- | ----------- | --- | - | - | - | - | -- | -- | --- | --------------- |
| 1   | Suécia      | 4   | 3 | 2 | 0 | 1 | 89 | 82 | +7  | Ronda Principal |
| 2   | Croácia (H) | 4   | 3 | 2 | 0 | 1 | 92 | 79 | +13 | Ronda Principal |
| 3   | Sérvia      | 2   | 3 | 1 | 0 | 2 | 76 | 88 | −12 | Ronda Principal |
| 4   | Islândia    | 2   | 3 | 1 | 0 | 2 | 74 | 82 | −8  |                 |

1. ↑  Croácia 31–35 Suécia
2. ↑  Sérvia 29–26 Islândia

### Grupo B
| Pos | Equipe       | Pts | J | V | E | D | GP  | GC | SG  | Classificado    |
| --- | ------------ | --- | - | - | - | - | --- | -- | --- | --------------- |
| 1   | França       | 6   | 3 | 3 | 0 | 0 | 97  | 82 | +15 | Ronda Principal |
| 2   | Noruega      | 4   | 3 | 2 | 0 | 1 | 103 | 88 | +15 | Ronda Principal |
| 3   | Bielorrússia | 2   | 3 | 1 | 0 | 2 | 80  | 91 | −11 | Ronda Principal |
| 4   | Áustria      | 0   | 3 | 0 | 0 | 3 | 80  | 99 | −19 |                 |

### Grupo C
| Pos | Equipe             | Pts | J | V | E | D | GP | GC | SG  | Classificado    |
| --- | ------------------ | --- | - | - | - | - | -- | -- | --- | --------------- |
| 1   | Macedônia do Norte | 5   | 3 | 2 | 1 | 0 | 79 | 77 | +2  | Ronda Principal |
| 2   | Alemanha           | 4   | 3 | 1 | 2 | 0 | 82 | 69 | +13 | Ronda Principal |
| 3   | Eslovênia          | 3   | 3 | 1 | 1 | 1 | 77 | 69 | +8  | Ronda Principal |
| 4   | Montenegro         | 0   | 3 | 0 | 0 | 3 | 66 | 89 | −23 |                 |

### Grupo D
| Pos | Equipe    | Pts | J | V | E | D | GP | GC | SG  | Classificado    |
| --- | --------- | --- | - | - | - | - | -- | -- | --- | --------------- |
| 1   | Espanha   | 4   | 3 | 2 | 0 | 1 | 81 | 65 | +16 | Ronda Principal |
| 2   | Dinamarca | 4   | 3 | 2 | 0 | 1 | 84 | 75 | +9  | Ronda Principal |
| 3   | Chéquia   | 4   | 3 | 2 | 0 | 1 | 76 | 86 | −10 | Ronda Principal |
| 4   | Hungria   | 0   | 3 | 0 | 0 | 3 | 77 | 92 | −15 |                 |

1. ↑  Espanha 2 Pts, +14 SG; Dinamarca 2 Pts, +2 SG; República Checa 2 Pts, −16 SG

## Ronda Principal

### Grupo I
| Pos | Equipe       | Pts | J | V | E | D | GP  | GC  | SG  | Classificado      |
| --- | ------------ | --- | - | - | - | - | --- | --- | --- | ----------------- |
| 1   | França       | 10  | 5 | 5 | 0 | 0 | 156 | 130 | +26 | Semifinais        |
| 2   | Suécia       | 6   | 5 | 3 | 0 | 2 | 136 | 127 | +9  | Semifinais        |
| 3   | Croácia (H)  | 6   | 5 | 3 | 0 | 2 | 147 | 138 | +9  | Decisão 5.º lugar |
| 4   | Noruega      | 6   | 5 | 3 | 0 | 2 | 152 | 144 | +8  |                   |
| 5   | Bielorrússia | 2   | 5 | 1 | 0 | 4 | 128 | 146 | −18 |                   |
| 6   | Sérvia       | 0   | 5 | 0 | 0 | 5 | 131 | 165 | −34 |                   |

1. ↑  Suécia 2 Pts, +1 SG; Croácia 2 Pts, 0 SG; Noruega 2 Pts, −1 SG

### Grupo II
| Pos | Equipe             | Pts | J | V | E | D | GP  | GC  | SG  | Classificado      |
| --- | ------------------ | --- | - | - | - | - | --- | --- | --- | ----------------- |
| 1   | Dinamarca          | 8   | 5 | 4 | 0 | 1 | 140 | 123 | +17 | Semifinais        |
| 2   | Espanha            | 6   | 5 | 3 | 0 | 2 | 142 | 118 | +24 | Semifinais        |
| 3   | Chéquia            | 5   | 5 | 2 | 1 | 2 | 113 | 131 | −18 | Decisão 5.º lugar |
| 4   | Eslovênia          | 4   | 5 | 1 | 2 | 2 | 134 | 133 | +1  |                   |
| 5   | Alemanha           | 4   | 5 | 1 | 2 | 2 | 124 | 126 | −2  |                   |
| 6   | Macedônia do Norte | 3   | 5 | 1 | 1 | 3 | 114 | 136 | −22 |                   |

1. ↑  Eslovénia 25–25 Alemanha

## Fase final

### Esquema
|  | Semifinais | Semifinais |    |            | Final          | Final |  |
|  |            |            |    |            |                |       |  |
|  | 26 de maio |            |    |            |                |       |  |
|  | França     | 23         |    |            |                |       |  |
|  | Espanha    | 27         |    |            |                |       |  |
|  |            |            |    |            |                |       |  |
|  |            |            |    |            | 27 de maio     |       |  |
|  |            |            |    |            | Espanha        | 29    |  |
|  |            | Suécia     | 23 |            |                |       |  |
|  |            |            |    |            |                |       |  |
|  |            |            |    |            |                |       |  |
|  |            |            |    |            | Terceiro lugar |       |  |
|  | 26 de maio | 26 de maio |    | 27 de maio | 27 de maio     |       |  |
|  | Dinamarca  | 34         |    | França     | 32             |       |  |
|  | Suécia     | 35         |    |            | Dinamarca      | 29    |  |

### Semifinais
| 26 de janeiro de 2018 18:00 | França      | 23–27     | Espanha | Arena Zagreb, Zagreb Público: 6000 Árbitros: Nikolov, Nachevski |
| 26 de janeiro de 2018 18:00 | Sorhaindo 6 | (9–15)    | Solé 7  | Arena Zagreb, Zagreb Público: 6000 Árbitros: Nikolov, Nachevski |
| 26 de janeiro de 2018 18:00 | 4× 3×       | Relatório | 4× 3×   | Arena Zagreb, Zagreb Público: 6000 Árbitros: Nikolov, Nachevski |

| 26 de janeiro de 2018 20:30 | Dinamarca          | 34–35 (Pro) | Suécia       | Arena Zagreb, Zagreb Público: 9000 Árbitros: Geipel, Helbig |
| 26 de janeiro de 2018 20:30 | Hansen 12          | (17–14)     | Zachrisson 8 | Arena Zagreb, Zagreb Público: 9000 Árbitros: Geipel, Helbig |
| 26 de janeiro de 2018 20:30 | 3× 1×              | Relatório   | 4× 1×        | Arena Zagreb, Zagreb Público: 9000 Árbitros: Geipel, Helbig |
| 26 de janeiro de 2018 20:30 | 2T: 28–28 Pro: 6–7 |             |              | Arena Zagreb, Zagreb Público: 9000 Árbitros: Geipel, Helbig |

### Decisão do terceiro lugar
| 28 de janeiro de 2018 18:00 | França        | 32–29     | Dinamarca   | Arena Zagreb, Zagreb Público: 6700 Árbitros: Dinu, Din |
| 28 de janeiro de 2018 18:00 | N.Karabatić 9 | (17–14)   | Lindberg 12 | Arena Zagreb, Zagreb Público: 6700 Árbitros: Dinu, Din |
| 28 de janeiro de 2018 18:00 | 3× 4×         | Relatório | 3×          | Arena Zagreb, Zagreb Público: 6700 Árbitros: Dinu, Din |

### Final
| 28 de janeiro de 2018 20:30 | Espanha          | 29–23     | Suécia    | Arena Zagreb, Zagreb Público: 9000 Árbitros: Gubica, Milošević |
| 28 de janeiro de 2018 20:30 | Balaguer, Solé 5 | (12–14)   | Nielsen 5 | Arena Zagreb, Zagreb Público: 9000 Árbitros: Gubica, Milošević |
| 28 de janeiro de 2018 20:30 | 2× 4×            | Relatório | 3× 4×     | Arena Zagreb, Zagreb Público: 9000 Árbitros: Gubica, Milošević |

## Campeão
| Campeonato Europeu de Andebol Masculino de 2018 |
| ----------------------------------------------- |
| Espanha 1.º Título                              |

## Classificação final
| Pos. | Seleção            | Qualificação            |
| ---- | ------------------ | ----------------------- |
| 1    | Espanha            | Campeonato Mundial 2019 |
| 2    | Súecia             |                         |
| 3    | França             |                         |
| 4    | Dinamarca          |                         |
| 5    | Croácia            |                         |
| 6    | República Checa    |                         |
| 7    | Noruega            |                         |
| 8    | Eslovénia          |                         |
| 9    | Alemanha           |                         |
| 10   | Bielorrússia       |                         |
| 11   | Macedónia do Norte |                         |
| 12   | Sérvia             |                         |
| 13   | Islândia           |                         |
| 14   | Hungria            |                         |
| 15   | Austria            |                         |
| 16   | Montenegro         |                         |